# Необатия
Необатия (лат. Neobathiea) — род растений семейства Орхидные. Род назван в честь Жозефа Перье-де-ла-Бати (1873—1958), французского ботаника, исследователя флоры Мадагаскара.

## Ареал
Виды рода Необатия распространены во влажных лесах Мадагаскара и Коморских островов.

## Морфологическое описание
Растения с белыми, зелёными или бело-зелёными цветками. Эпифиты.

## Виды
По информации базы данных The Plant List, род включает 5 видов:
- Neobathiea grandidierana (Rchb.f.) Garay
- Neobathiea hirtula H.Perrier
- Neobathiea keraudrenae Toill.-Gen. & Bosser
- Neobathiea perrieri (Schltr.) Schltr.
- Neobathiea spatulata H.Perrier